# Elisabeth Tillberg
Gunnel Elisabeth Kristina Tillberg, född 29 april 1936 i Stockholm, död där 14 januari 2019, var en svensk botaniker.
Tillberg, som var dotter till tandläkaren Gustaf Davidson och Anna-Lisa Lundberg, blev filosofie magister vid Uppsala universitet 1961, avlade ämneslärarexamen vid Lärarhögskolan i Stockholm 1963, blev filosofie doktor vid Stockholms universitet 1972 och docent där 1976. Hon var adjunkt vid Enskede högre allmänna läroverk 1963–1964, forskare i växtfysiologi vid Stockholms universitet 1976–1985 och blev professor vid Sveriges lantbruksuniversitet 1985. Hon författade skrifter inom området växtens hormonella reglering.